# Humberto Valdettaro
Humberto Valdettaro Buccicardi (Lima, 3 de diciembre de 1960) es un exfutbolista peruano que se desempeñaba como arquero.

## Trayectoria
Sus inicios los hizo en el Liz Dent FC. de la Liga de Miraflores en 1976, junto al delantero Luis Mora. Llegó a Sporting Cristal en 1977 procedente de la selección del Colegio Carmelitas. Fue parte del Club Esther Grande de Bentín en 1980 que disputaba la Liga del Rímac. 
Debutó en Sporting Cristal en 1981 cuando el arquero titular Ramón Quiroga afrontaba partidos con la Selección Peruana, un 18 de mayo en la última fecha del torneo Metropolitano ante Alianza bajo la DT. de Alberto Gallardo.
Obtuvo el campeonato nacional con el cuadro celeste en 1983 donde tapó los cinco partidos de la Liguilla Final.
Hasta 1985 jugaría de titular en la mayoría de los partidos, en 1986 alternó la titularidad con el 'Gato' Purizaga; en 1987 una lesión lo alejó algunos meses de las canchas.
En 1988 jugó en Deportivo Municipal, luego lo hizo en el Internazionale San Borja.

## Clubes
| Club                     | País | Año         |
| ------------------------ | ---- | ----------- |
| Esther Grande de Bentín  | Perú | 1980        |
| Sporting Cristal         | Perú | 1981 - 1987 |
| Deportivo Municipal      | Perú | 1988        |
| Internazionale San Borja | Perú | 1989        |

## Palmarés

### Campeonatos nacionales
| Título                    | Club             | País | Año  |
| ------------------------- | ---------------- | ---- | ---- |
| Primera División del Perú | Sporting Cristal | Perú | 1983 |

### Torneos zonales
| Título               | Club             | País | Año  |
| -------------------- | ---------------- | ---- | ---- |
| Torneo Metropolitano | Sporting Cristal | Perú | 1986 |